# Amastus descimoni
Amastus descimoni là một loài bướm đêm thuộc phân họ Arctiinae, họ Erebidae.